# Boom Izanagi

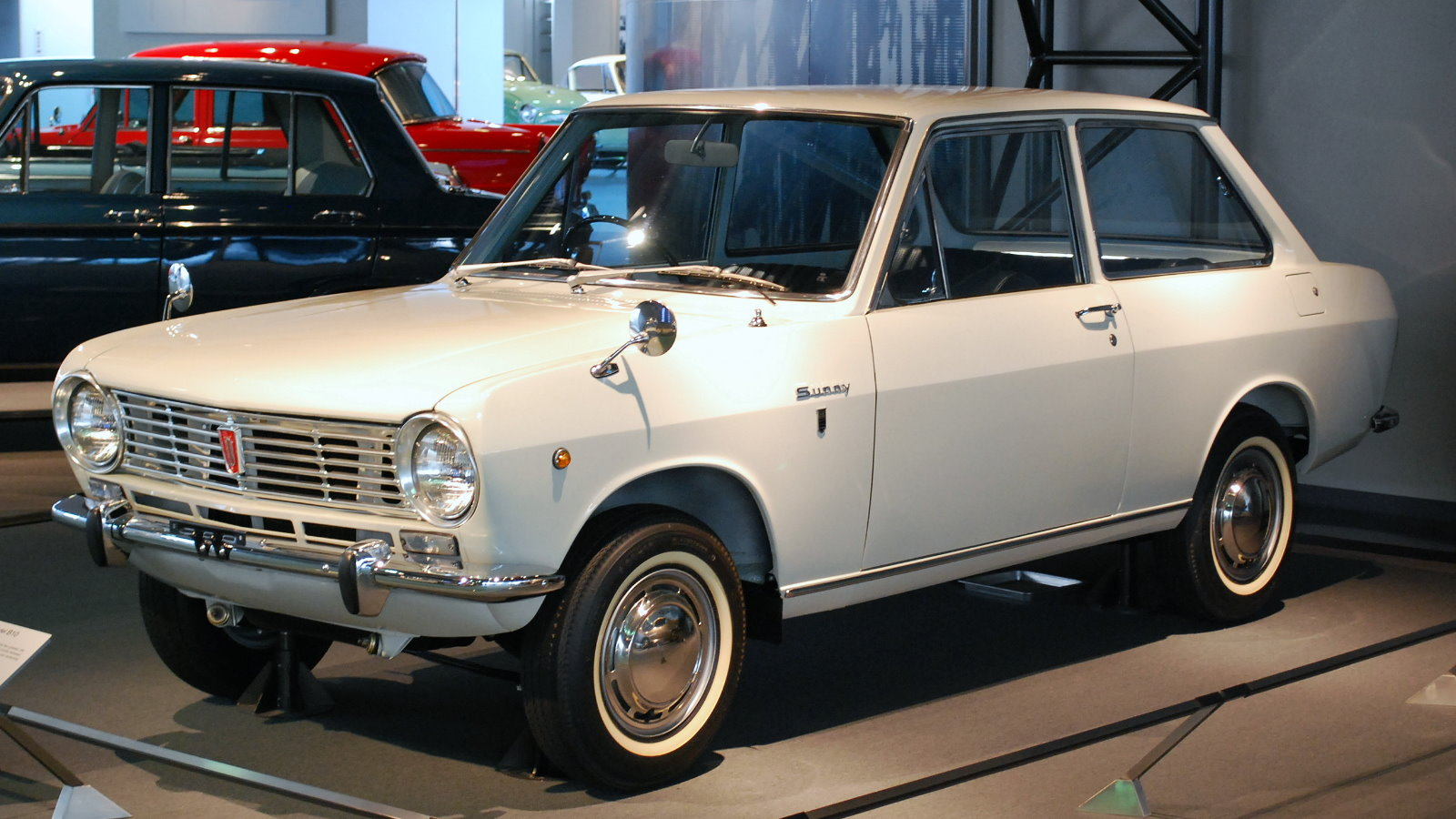
La première génération de Datsun Sunny fabriqué en 1966.

Le boom Izanagi (いざなぎ景気, izanagi keiki) est le nom d'une période de forte croissance économique continue qui a eu lieu entre novembre 1965 et juillet 1970 au Japon (57 mois). Il s'agit du sommet du miracle économique japonais. 

## Histoire
Le Plan de doublement du revenu national (所得倍増計画, Shotoku Baizō Keikaku?) — plus connu sous le nom de Plan Ikeda — est lancé en 1960 avec pour objectif de doubler en dix ans l'économie japonaise.
Entre 1965 et 1970, le PNB a progressé au rythme moyen de 11,5 % par an et a placé l'économie japonaise au deuxième rang mondial à partir de 1968. L'économie chinoise lui a ravi ce titre en 2010.
Cette période porte le nom d'Izanagi, un des deux dieux à l'origine de la création du Japon, selon la religion shintoïste.
Ce boom a lieu après les Jeux olympiques d'été de 1964, il est symbolisé par l'achat en masse par la population active des trois nouveaux trésors sacrés symboles de la société de consommation et de l'amélioration du niveau de vie de la population japonaise : la télévision couleur, la climatisation, la voiture, dit les 3C en références à leur initiale en anglais.
Entre 1950 et 1973, le PIB du Japon passe de 160 966 millions de dollars internationaux soit 3,0 % du PIB mondial à 1 242 932 millions de dollars internationaux soit 7,7 % du PIB mondial.